# كلوندايك دربي
كلوندايك دربي هو حدث سنوي تقيمه بعض الكشافة من مناطق أمريكا وكندا خلال أشهر الشتاء، ويستند إلى تراث البحث عن حمى ذهب كلوندايك. وحدات جيش صرب البوسنة تشغل حدث كلوندايك ديربي منذ عام 1949. يختلف هذا الحدث من منطقة إلى منطقة أخرى، ولكن يتكون حدث كلوندايك دربي النموذجي من عدة محطات حيث يجب على الدوريات أو وحدات اختبار مهاراتهم الكشفية وقدراتهم القيادية، والسعى لكسب نقاط للوصول إلى النتيجة الإجمالية. في كثير من الأحيان، يتم تضمين سباق واحد أو أكثر لكي يسهل على الكشافة سهوله التنقل بين المحطات. الوحدة أو الدورية يجب أن تنقل العتاد على زلاجات محلية الصنع وتسحب من قبل الكشافة. بعض المناطق لديها مبادئ توجيهية محددة لبناء الزلاجات.